# 泰緬孤軍戰役
泰緬孤軍的戰役是1950年國軍在雲南省的餘部泰緬孤軍，輾轉來到泰緬邊境，為求生存及實現反共理想，先後與緬甸政府、中華人民共和國政府，及泰共發生的戰役。

## 與緬甸政府的戰役

### 孟果大其力戰役
1950年孤軍進入緬甸，6月緬軍以驅逐入侵者為由圍攻，反被孤軍擊退。
柏楊的小說《異域》，稱之為「第一次中緬大戰」。

### 血戰薩爾溫江
1953年3月，緬軍得到中華人民共和國政府的支持，進攻位於薩爾溫江流域的孤軍基地猛撒，再度被孤軍擊退。
柏楊的小說《異域》，稱之為「第二次中緬大戰」。
緬甸戰敗後惱羞成怒，向聯合國控訴中華民國侵略，中華民國政府為平息爭端，將孤軍總指揮李彌將軍及部分孤軍撤往臺灣。政府指派柳元麟將軍解任總指揮，將孤軍改組為五個軍。不久，孤軍基地撤往江拉。
柏楊的小說《異域》，稱之為「勝利帶給我們撤退」。

### 江拉基地保衛戰
1960年6月，緬軍與解放軍聯手，進攻位於江拉的孤軍基地，雙方激戰數月後，孤軍不敵，於1961年2月撤往泰、緬、寮邊境。
緬甸再度向聯合國控訴中華民國侵略，中華民國政府將柳元麟，及部分一、二、四軍撤往臺灣。而三、五軍分別由李文煥、段希文率領，撤往泰國。

## 反攻大陸
1951年4月，孤軍大舉進軍雲南。6月，第一次战役成功收復滄源等6個縣。7月，第二次进攻云南。8月，解放軍云南军区以優勢兵力反擊，孤軍不敵，撤回緬甸。
柏楊的小說《異域》，稱之為「反攻雲南」。

## 與泰國共產黨的戰役

### 帕蒙山地區之役
1970至1975年間，孤軍應泰國政府請求，對泰北地區苗共（泰共的苗族成員）武裝發動6次圍剿，屢戰屢勝，使泰北局勢轉危而安。

### 考科考牙戰役
1981年孤軍應泰國政府請求，圍剿考科考牙山區的苗共游擊隊，經過22天的戰役（作戰計劃45天內完成任務），孤軍收復考科考牙山區，凱旋歸來。
此役孤軍一舉攻下泰共的大本營，重挫其勢力，泰共在1990年代初消亡，孤軍功不可沒。